# Брокенхус, Ригборг
Ригборг Брокенхус, (дат. Rigborg Brockenhuus; 3 июля 1579 — 16 сентября 1641) — датская дворянка и фрейлина при дворе королевы Дании Анны Екатерины Бранденбургской. Она стала центральной фигурой в знаменитом деле о сексуальном преступлении в 1599 году.
Ригборг Брокенхус родилась в 1579 году в семье дворянина Лауридса Брокенхуса и Карен Скрамс, она была сестрой Якоба Брокенхуса и тётей по материнской линии Корфица Ульфельдта, фаворита короля Дании Кристиана IV. В 1598 году Ригборг стала фрейлиной королевы Анны Екатерины Бранденбургской. В 1599 году у неё родился незаконнорожденный сын Хольгер от придворного по имени Фредерик Хольгерсен Розенкранц. Король Кристиан IV обвинил эту пару в нарушении правил поведения при королевском дворе и в присутствии монарха, а также общего закона об обольщении, что стало исключительным судебным решением против двух дворян. Розенкранц был приговорён к ампутации двух пальцев и лишению дворянства. Суровость приговора была сочтена уместной, поскольку Розенкранц был помолвлен с другой женщиной, Кристенс Вифферт. Позднее его приговор был смягчен благодаря вмешательству астронома Тихо Браге, в результате чего он отправился на войну против Османской империи, в ходе которой и умер в 1602 году. Ригборг Брокенхус же была приговорена к пожизненному заключению в комнате в Эгескове, замке её отца, расположенном в 30 милях от Оденсе. Её сын Хольгер был передан под опеку семьи своего отца. В 1608 году вдовствующая королева София Мекленбург-Гюстровская получила разрешение на то, чтобы Ригборг выходила из своей комнаты и раз в неделю посещала церковь. В 1616 году мать Ригборг добилась разрешения для своей дочери жить в её собственных владениях, и когда её мать скончалась в 1625 году, это было осуществлено. В 1626 году Ригборг воссоединилась со своим сыном Хольгером.
Фредерик Розенкранц, отец Хольгера, вместе со своим другом Кнудом Юльденшерной послужили прототипами Розенкранца и Гильденстерна, двух вероломных персонажей в шекспировском «Гамлете».